# Brachycome hispida
Brachycome hispida là một loài thực vật có hoa trong họ Cúc. Loài này được (Vatke) Klatt mô tả khoa học đầu tiên năm 1889.